# Marijampolė
Marijampolė este un oraș în Lituania, reședința județului Marijampolė, localizat de o parte și de alta a râului Šešupė, traversat de 6 poduri în perimetrul localității.

## Toponimie
Numele orașului provine din alăturarea cuvintelor Marijam - denumirea lituaniană pentru Fecioara Maria și terminația pole, care este înrudită cu grecescul polis (oraș).
În timpul dominației sovietice (1955 - 1989), orașul a fost redenumit Kapsukas, după numele lui Vincas Kapsukas, fondatorul Partidului Comunist Lituanian. După dobândirea independenței statului Lituania, localitatea revine la denumirea inițială. 